# ハムディ・アワド
ハムディ・アワド・エッ＝サーフィ（アラビア語: حمدي عوض الصافي、1972年4月14日 - ）は、エジプトの男子バレーボール選手、指導者。ポジションはウイングスパイカー。元エジプト代表。

## 来歴
エジプト代表のレフトのウイングスパイカーとして長年に渡り活躍し、通算321試合に出場。2002年世界選手権、2003年ワールドカップのほか、2005年からはアフリカ選手権3連覇を経験しアフリカ王者として2005年と2009年のワールドグランドチャンピオンズカップ、2007年ワールドカップに出場した。エジプトにとって2大会ぶりとなった2008年北京オリンピックにも出場を果たした。

## 球歴
- オリンピック - 2008年（11位）
- 世界選手権 - 2002年（19位）、2006年（21位）
- ワールドカップ - 2003年（12位）、2007年（10位）
- ワールドグランドチャンピオンズカップ - 2005年（5位）、2009年（6位）
- アフリカ選手権 - 2005年、2007年、2009年（優勝）

## 所属クラブ
- アル・アハリSC